# Ion Jinga
Ion Jinga (n. 1 septembrie 1961, Câmpulung, Argeș, România) este un diplomat de carieră român, care lucrează în cadrul Ministerului Afacerilor Externe din anul 1992. Între 9 aprilie 2003 și 7 martie 2008 a fost ambasadorul României în Regatul Belgiei, iar între 7 martie 2008 si 4 august 2015 a fost ambasadorul României în Regatul Unit al Marii Britanii si Irlandei de Nord. Între 4 august 2025 și 1 iulie 2022 a fost Ambasador Extraordinar și Plenipotențiar, Reprezentant Permanent al României la Organizația Națiunilor Unite – New York. În data de 2 iulie 2022 și-a început mandatul de Ambasador Extraordinar și Plenipotențiar, Reprezentant Permanent al României la Consiliul Europei – Strasbourg, Franța. Este căsătorit cu Daniela Jinga și are o fiică, Ioana Daria Jinga.

## Biografie

### Studii
A terminat liceul Dinicu Golescu din Câmpulung, județul Argeș (1976-1980), ca șef de promoție, după care a urmat Facultatea de Fizică a Universității din București, pe care a absolvit-o in 1986. În ultimii doi ani de facultate a predat ca profesor de fizică, iar după absolvire a lucrat ca inginer în cadrul Institutului de Reactori Nucleari Energetici din Pitești. Între 1991-1992 a lucrat la Prefectura Județului Argeș, iar din 1 noiembrie 1992 este diplomat în cadrul Ministerului Afacerilor Externe. A absolvit Facultatea de Drept a Universității din București (1987-1992) și Școala Națională de Studii Politice și Administrative (1990-1992). În paralel, între 1991-1992 a urmat un program de masterat la Colegiul Europei din Bruges, Belgia, obținând titlul de Master in administrație europeană. În 1993 a urmat cursuri în domeniul relațiilor internaționale la Universitatea din Leeds, Marea Britanie, în cadrul unei burse Know How Fund oferită de Foreign and Commonwealth Office (ministerul britanic de externe). Între 1997-1999 a beneficiat de o bursă NATO de cercetare pe tema „Aderarea la NATO, UE și UEO: diferențe, similitudini, sinergii. Cazul României”. Din 1999 este doctor în drept cu teza "Reforma instituțională a Uniunii Europene în contextul Conferinței Interguvernamentale de revizuire a Tratatului de la Maastricht".  Teza sa de doctorat a fost publicata in cartea cu titlul "Uniunea Europeana: realitati si perspective" (Editura Lumina Lex, 1999). A se vedea capitolul "Activitate academica si publicatii".

### Activitate diplomatică
Ion Jinga a fost angajat, începând cu 1 noiembrie 1992, în Ministerul Afacerilor Externe, ocupând pe rând funcțiile de secretar III la Direcția Uniunea Europeană și secretar II la Cabinetul Ministrului, iar apoi secretar I, consilier, adjunct al ambasadorului și însărcinat cu afaceri a.i. la Misiunea României pe lângă Uniunea Europeană de la Bruxelles. În perioada 2002-2003 a fost director general pentru Uniunea Europeană în Ministerul Afacerilor Externe și membru al Delegației României la Convenția privind Viitorul Europei (care a pregatit proiectul Tratatului Constituțional al UE, transformat apoi în Tratatul de la Lisabona). La 9 aprilie 2003 a fost trimis ca ambasador extraordinar și plenipotențiar al României în Regatul Belgiei, iar din 7 martie 2008 este ambasador extraordinar și plenipotențiar al României în Regatul Unit al Marii Britanii și Irlandei de Nord.[nefuncțională]
 Între 4 august 2025 și 1 iulie 2022 a fost Ambasador Extraordinar și Plenipotențiar, Reprezentant Permanent al României la Organizația Națiunilor Unite – New York. În data de 2 iulie 2022 și-a început mandatul de Ambasador Extraordinar și Plenipotențiar, Reprezentant Permanent al României la Consiliul Europei – Strasbourg, Franța. În 2017, prin Decret Prezidențial, Ion Jinga a fost avansat la gradul diplomatic de Ambasador .

La finalul mandatului său de ambasador al României în Regatul Unit al Marii Britanii și Irlandei de Nord, activitatea lui Ion Jinga a făcut subiectul unei moțiuni a parlamentului Britanic prin care: “Camera Comunelor salută activitatea ambasadorului României în Marea Britanie, Dr Ion Jinga, care a jucat un rol semnificativ în dezvoltarea relațiilor dintre cele două țări; recunoaște înțelegerea profundă de către acesta a relațiilor româno-britanice, precum și maniera efectivă și eficientă în care și-a reprezentat țara și comunitatea romanească din Marea Britanie; remarcă performanțele diplomatice și intelectuale impresionante ale Dr. Jinga si îi urează succes în misiunile sale viitoare" . 

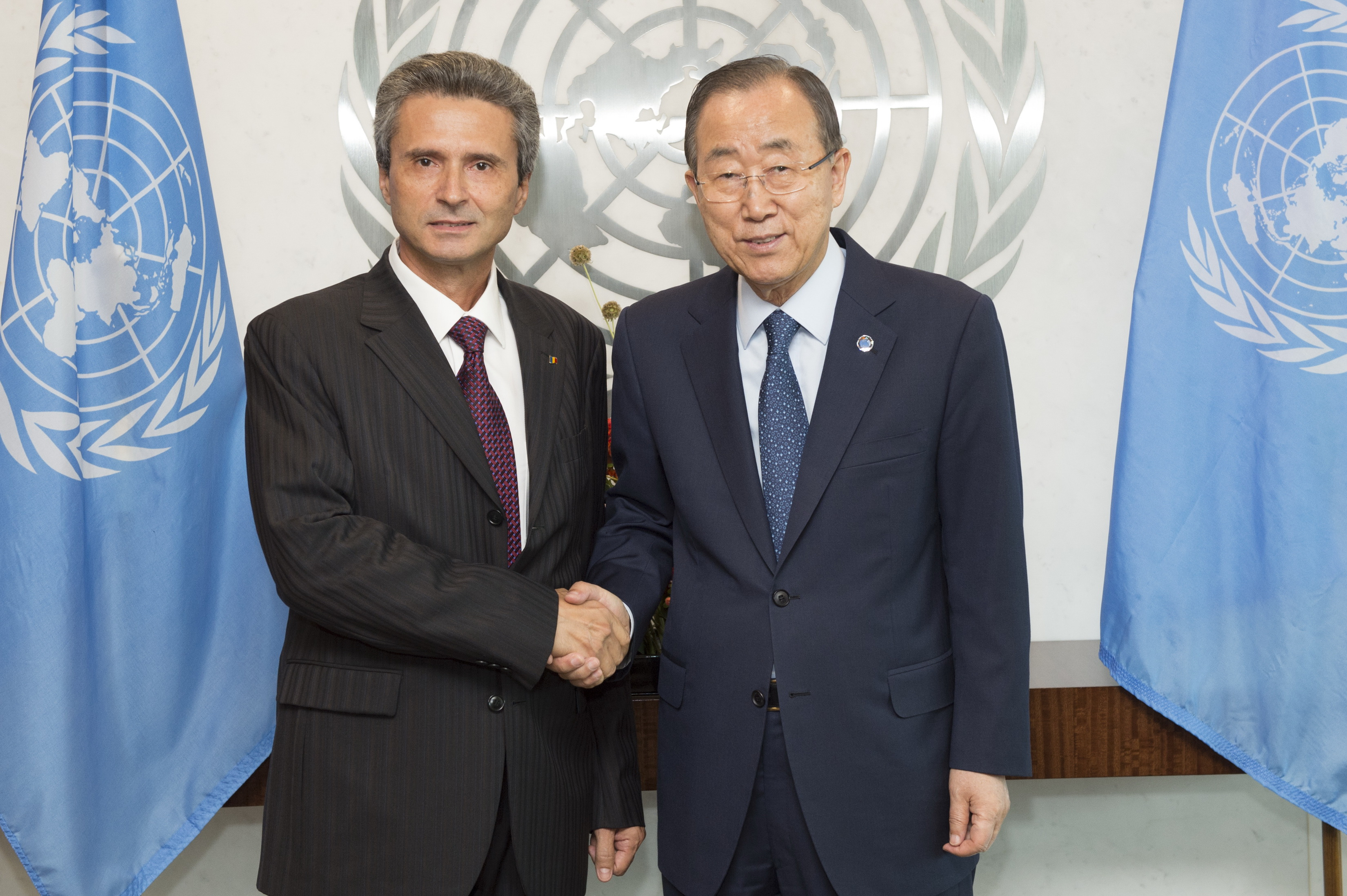
E.S. Dr. Ion Jinga și E.S. Ban Ki-moon, Secretar-general al ONU, la prezentarea scrisorilor de acreditare

La scurt timp după prezentarea scrisorilor de acreditare, acesta s-a profilat ca o prezență activă în cadrul comunității diplomatice a ONU. Între 2015 și 2016 a prezidat Comisia ONU pentru Dezvoltare Socială iar la 16 octombrie 2016, Președintele Adunării Generale a ONU l-a numit pe Ambasadorul Ion Jinga în funcția de Co-Președinte al Procesului de negocieri interguvernamentale privind reforma Consiliului de Securitate, devenind primul diplomat român (și primul reprezentant al Europei de Est) care prezidează acest proces de negociere sensibil și complicat. Ulterior, Ambasadorul român a prezidat o serie de alte grupuri și inițiative semnificative în cadrul ONU. Între 2016 și 2017 a prezidat Grupului experților guvernamentali privind transparența cheltuielilor militare (MILEX) , iar între 2017 și 2018 a prezidat Comisia ONU pentru Populație și Dezvoltare. În 2018 a preluat rolurile de președinte (ales prin aclamare) al Grupului ambasadorilor țărilor membre ale Organizației Internaționale a Francofoniei (OIF) la ONU (88 de state) , președinte al Comisiei ONU pentru Consolidarea Păcii și președinte al Comisiei ONU pentru Dezarmare și Securitate Internațională (Comisia I) în perioada septembrie 2018 - septembrie 2019.
Ocuparea acestor poziții, în premieră pentru diplomația română, a fost percepută ca emblematică pentru profesionalismul și abilitățile de lider a ambasadorului român în cadrul ONU. În 2017, drept recunoaștere pentru activitatea sa în cadrul Națiunilor Unite, Ion Jinga a primit diploma acordată de Președintele Adunării Generale a ONU “pentru Contribuția Remarcabilă la Succesul Activității celei de-a 71-a Sesiuni a Adunării Generale a Organizației Națiunilor Unite” . În același an, Consiliul de Afaceri Româno-American i-a acordat premiul „Best Romanian Diplomat in the United States” . În martie 2019, Ion Jinga  a fost ales președinte al Comitetului Premiului ONU pentru Populație, fiind reales în această poziție în anii 2020 și 2021. Laureații premiului includ personalități, organizații și instituții cu contribuții excepționale la soluționarea problemelor din domeniul populației.

### Activitate academică și publicații
În perioadele 1992-1995, 1999-2000, 2002-2003 și în anul 2013, Ion Jinga a predat cursuri în domeniul integrării europene, ca profesor asociat la Școala Națională de Studii Politice și Administrative din București. În perioada 2002–2003 a predat și ca profesor asociat la Academia Diplomatică a Ministerului Afacerilor Externe. În perioada 2005-2008 a fost membru al Grupului European pentru Evaluare și Perspective (componentă a Institutului European de Relații Internaționale - IERI, Bruxelles). Din 2019 este membru al Comitetului de promovare al IERI. Este autor și co-autor a cinci cărți în domeniul integrării europene și a peste 100 de articole publicate în reviste de specialitate și publicații din România și străinătate. Printre cărțile semnate de Ion Jinga se numară primul dicționar de drept comunitar publicat in România.[nefuncțională]

În cartea sa „Uniunea Europeană. Realități și perspective”, publicată în anul 1999, este menționat pentru prima dată scenariul aderării României la Uniunea Europeană în anul 2007.[nefuncțională]
 A fost inclusă în fondul unor biblioteci de prestigiu din România și străinătate, printre altele: Library of Congress, Washington DC. SUA; Stanford University Libraries, Stanford, CA, SUA; Bibilioteca Centrală Universitară ‘Eugen Todoran’, Timișoara, RO; Biblioteca Centrală Universitară ‘Lucian Blaga’, Cluj-Napoca, RO), în bibliografia unor teze de doctorat în România și Republica Moldova, în Ghidul de Integrare Europeană pentru Profesori (Republica Moldova), fiind citată și în Revista de Filosofie, Sociologie și Științe Politice a Academiei de Științe a Republicii Moldova .
Cartea "Integrarea Europeană. Dicționar de termeni comunitari", Ed. Lumina Lex, București, 2000, este primul dicționar de integrare europeană publicat în România. Lucrarea este inclusă în Catalogul Băncii Naționale a României și în bibliografia unor universități și instituții internaționale de prestigiu, inclusiv: Harvard Law School Library, Cambridge, MA, SUA; Library of Congress, Washington DC, SUA; University of Illinois at Urbana Champaign, Urbana, IL, SUA; Bayerische Staatsbibliothek, Muenchen, DE; Bibilioteca Centrală Universitară ‘Eugen Todoran’, Timișoara, RO .
O altă carte a sa, “Uniunea Europeana in cautarea viitorului. Studii europene”, publicată in anul 2008, a fost inclusă de către Parlamentul European în colecția online “100 de carți despre Europa de ținut minte” (100 Books on Europe to remember). Selecția PE include volume publicate in decurs de aproape un secol si considerate reprezentative pentru ideea europeană, între autori aflându-se nume celebre precum Robert Schuman, Jean Monnet, Konrad Adenauer, Charles de Gaulle, Vaclav Havel, Jaques Delors, Margaret Thatcher, Romano Prodi. Prezentarea făcută de Parlamentul European cărții lui Ion Jinga afirmă că: "Numeroasele distincții, medalii și titluri onorifice obținute de-a lungul carierei atestă calitatea excepțională de diplomat a E. S. Dr Ion Jinga, cel căruia Romania îi datorează recunoștință pentru modul exemplar în care i-a reprezentat și îi reprezintă interesele în momentele decisive ale istoriei europene contemporane.  Scrisă din perspectiva specialistului implicat direct în construcția comunitară, lucrarea propune cititorilor săi parcurgerea celor mai importante momente și decizii politice europene din perioada 2003-2007 care au contribuit la reforma instituțiilor Uniunii Europene, având ca obiectiv major adaptarea funcționării acesteia cu 27 sau mai mulți membri la provocările secolului 21." 
  Cartea a fost introdusă, totodată, în colecțiile bibliotecilor: Harvard Law School Library, Cambridge, MA, SUA; Bibliotecii Centrale Universitare ‚Eugen Todoran’, Timișoara, RO; Bibliotecii Centrale Universitare ‘Lucian Blaga’, Cluj-Napoca, RO.

 
Ion Jinga a susținut prelegeri la conferințe și seminarii organizate la Universitatea Valladolid-Spania (2002), Colegiul Europei de la Bruges, Belgia (2003), Universitatea Liberă din Bruxelles (2004, 2007), London School of Economics (2004), Parlamentul European (2004, 2005, 2006), 

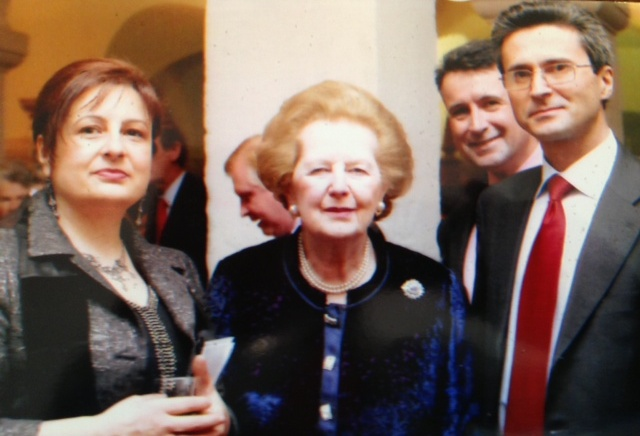
Dr. Ion Jinga, Daniela Jinga și Margaret Thatcher

Institutul European de Relații Internaționale din Bruxelles (2007, 2008), Universitatea Oxford Brookes (2009), Universitatea Robert Gordon - Glasgow (2009), Universitatea Kent (2009), Universitatea Canterbury Christ Church (2010), Universitatea Manchester (2011, 2012), Universitatea Oxford (2011), Universitatea Leeds (2011), Congresul International pentru Drepturile Omului de la Londra (2011), Universitatea Norwich (2012), Universitatea York (2012), Universitatea Essex (2012), Universitatea Bedfordshire (2014), Universitatea Metropolitana Londra (2014) Universitatea Sheffield (2014), Universitatea (Coventry (2014) in cadrul Conferinței Santa Marta Group vizând subiectul sclaviei moderne (Londra, 2014) Universitatea Utah Valley (Orem Utah, SUA, 2015), Facultatea de Drept a Universității St. John’s (New York, 2016), Universitatea Columbia (New York, 2016), și Universitatea Harvard (Cambridge USA, 2016).
În 2015 i-a fost conferit titlul de Profesor Onorific al Utah Valley University (Orem, Utah, SUA). Din 2016 este Profesor Invitat din Practică în cadrul Facultății de Drept a Universității St. John, New York și Președinte Onorific al Societății Globale a Tinerilor Profesioniști Români (GRASP) – New York. Din anul 2012 este președinte de onoare al York Romanian Society (Universitatea York). Din anul 2011 este membru al Consiliului Atlantic al Marii Britanii (ONG britanică) și al Manchester Debating Union (Universitatea Manchester). Din anul 2010 este membru al board-ului Mid-Atlantic Club (Londra) și co-patron al Scottish Romanian Universities Exchange (Edinburgh). Din anul 2009 este membru fondator al Societății Române de Drept European, iar din 2003 este membru în Colegiul științific al Revistei Române de Drept Comunitar. În perioada 2005-2008 a fost membru în „Groupe Européen d’Evaluation et de Prospective” (GEEP) din cadrul Institutului European de Relații Internaționale, Bruxelles.
Atât în perioada desfășurării activității la Londra, cât și la New York, Ion Jinga a publicat în mod constant pe blogul său din cadrul Huffington Post articole pe diferite teme privind politica externă română, relațiile bilaterale România – Marea Britanie, politicile UE, România la ONU și principalele priorități ale Națiunilor Unite. Publică, de asemenea, pe portalurile Euractiv.ro , Umbrela Strategica și The America Times  pe o gamă largă de subiecte, inclusiv Organizația Națiunilor Unite, Consiliul Europei, schimbările climate, dezvoltarea durabilă, protecția mediului, dezvoltarea tehnologică și teme de referință pentru istoria României și a Europei.

### Distincții și Decorații

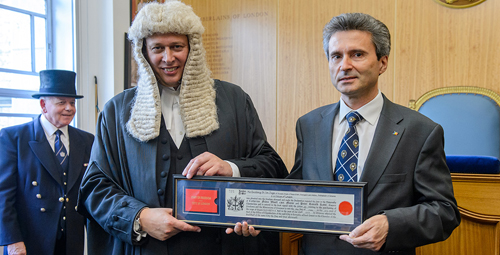
Ion Jinga primind distincția "The Freedon of The City of London" din partea lui Paul Double, Remembrancer al City of London

În semn de recunoaștere a meritelor activității sale diplomatice în serviciul României, ambasadorul Ion Jinga a primit urmatoarele distincții: Ordinul Național Pentru Merit in Grad de Ofițer (România) – 2000; Officier de l’Ordre National du Mérite (Franța) – 2003; Crucea Patriarhală a Bisericii Ortodoxe Române, acordată de către Preafericitul Teoctist, Patriarhul B.O.R. – 2005;  Grande Croix de l’Ordre de la Couronne (Belgia), decorație înmânată de M.S. Albert II, Regele belgienilor – 2008; Crucea Casei Regale a României, înmânată de M.S. Regele Mihai I – 2008; Medalia de Argint a Statului Jersey (08.09.2014)
In iunie 2014, Ion Jinga, a primit distincția
„The Freedom of the City of London”.  Aceasta reprezintă una dintre cele mai vechi tradiții britanice, primul „Freedom” fiind menționat în anul 1237. Lista recipienților include, între alții, suverani, personalități politice și religioase, artiști, scriitori, actori, muzicieni și oameni de afaceri.Până în anul 1996, doar cetățenii britanici și cei din Commonwhealth erau eligibili pentru a primi „The Freedom of the City of London”. În prezent, titlul de „Freeman of the City of London” (Om Liber al Londrei) poate fi acordat și unor cetățeni străini, în semn de recunoaștere a contribuției personale a acestora în domeniile lor de activitate. În octombrie 2014, a primit, de asemenea, distincția The Freedom of the City of Glasgow.
De asemenea, Ion Jinga a primit titlul de „Ambasadorul anului 2007 în Belgia” [Belgian Award of Diplomatic Excellence 2007), acordat de către „Diplomacy and Global Risk NGO” si revista „Diplomatic News” din Bruxelles. În anul 2012, ambasadorul Jinga a primit, succesiv, titlul de “Diplomatul anului din Europa” (Diplomat of the Year from Europe) acordat de către Revista Diplomat din Londra (Diplomat Magazine Awards 2012), “Medalia Absolvent de Excelentă” acordată de Școala Națională de Studii Politice și Administrative din București (primul absolvent al SNSPA care a primit această distincție) și titlul de “Diplomatul anului 2012” acordat de Ministrul Afacerilor Externe al României, cu ocazia sărbătoririi a 150 ani de diplomație românească. În ianuarie 2014, Revista Foreign Policy România l-a numit pe Ion Jinga una dintre cele 100 de “personalități care mișcă țara prin puterea ideilor sau a exemplului” pentru buna reprezentare a României în străinătate în 2013 (Ion Jinga fiind menționat în cadrul acestei competiții și pentru activitatea sa în anul 2012). Este membru al The Incorporation of Wrights in Glasgow (cea mai veche ghildă din Marea Britanie, a cărei Chartă datează din anul 1057, fiind acordată de către Regele Malcolm al III-lea), precum și al The Guild of Freemen of the City of London. În Februarie 2015, Ion Jinga a primit titlul de Diplomat of the Year 2015 în cadrul evenimentului Political and Public Life Awards, organizat de către revista britanică Asian Voice și găzduit de către Keith Vaz, președintele Comisiei pentru Afaceri Interne din Camera Comunelor a Parlamentului Britanic. Political and Public Life Awards sunt acordate unor personalități politice, activiști sociali, jurnaliști, actori, juriști, oameni de afaceri, medici, oameni de cultură, pentru contribuții deosebite în domeniile lor de activitate. In anul 2021, ambasadorul Ion I. Jinga a primit titlul de Cavaler Mare Ofiter al Ordinului Regal Francisc I, “pentru angajamentul sau de-a lungul intregii vieti in favoarea activitatilor caritabile, umanitare si inter-confesionale, in Romania si in lume”. Distinctia i-a fost acordata de catre Marele Maestru al Ordinului Militar Sacru Constantinian al Sfantului Gheorghe, Ducele de Castro si de Marele Prior al Ordinului, Cardinalul Raffaele Martino, la recomandarea Delegatiei Ordinului in Marea Britanie si Republica Irlanda. 
La 30 august 2017, prin Decret Prezidențial, lui Ion Jinga i-a fost acordat gradul diplomatic de Ambasador.